# Iflissen Umellil
Iflissen Umellil (en berbère : ⵉⴼⵍⵉⵙⴻⵏ ⵓⵎⴻⵍⵉⵍ), connue aussi sous le nom d'Iflissen n Udrar, est une  confédération (taqbilt) qui occupe la partie occidentale de la Kabylie du Djurdjura. C'est la confédération établie dans la partie la plus occidentale de la Kabylie, c’est une confédération Berbères Sanhadja.
Territoire enclavé entre les monts de Timezrit / Sidi Ali Bunab (822 m) et les monts de Tigremount/Ameddah (1 028 m), la montagne des Iflissen Umellil domine les basses plaines et collines entre les fleuves Sebaou et Isser.
La position géographique de cette confédération et la résistance de ses habitants face aux envahisseurs, valurent aux Iflissen Umellil le surnom de « gardiens des portes de la Kabylie ».
Joseph Vilbort sur les Iflissen Umelil : « Sur notre droite, s'étend jusqu'au pied du Djurjura le pays montagneux des Aïth-Flisset-oum-el-lil (Iflissen Umelil) ou Fils de la nuit, qui comprend 14 tribus, 136 villages, 5856 fusils. Cette race belliqueuse, l'une des quinquegentiennes, se signala à toutes les époques par son ardeur à combattre l'étranger. Elle prit part aux guerres contre Rome, notamment aux révoltes de Firmus et de Gildon. Soutenir quiconque se soulevait dans la plaine contre la domination existante, ce fut la politique traditionnelle des montagnards kabyles ; mais si celui qui avait obtenu l'appui de leurs armes devenait maître et tyran à son tour, ils se tournaient aussitôt contre lui. »

## Étymologie
La légende des Quinquégentiens, à partir de laquelle les historiens ont retrouvé trois noms sur cinq : Faraxen, Iflensès et Azus. Les Iflissen aujourd'hui sont identifiés comme les descendants de celui qui s'appelait Isaflensès ou Iflensès.
Il existe deux thèses quant à l'origine du qualificatif rattaché au nom dIflissen. La première traduction vient de la langue berbère où Umellil viendrait de Amellal (Akkal Amellal, versant sud du mont Timezrit), ce qui nous donnerait la traduction suivante : Iflissen de la Montagne Blanche Umellil signifie aussi « blanc » en Tachelhite du Maroc.
« ⴼ ⵍ ⵙ » eflis, avoir confiance, dont le substantif ou la forme d'habitude est régulièrement « ⴼ ⵍ ⵙ » efilis, avec prononciation plus ou moins faible de la voyelle inchoative e qui ne tient pas au radical. C'est le nom de plusieurs tribus berbères bien connues dans le Djurdjura : les Iflissen, Ifflenses de Ammien Marcellin, Flissa des Arabes. Les Ifflissen sont « les gens de confiance », « les fidèles. »

## Histoire
Le territoire assez étendu, arrosé par quatre rivières, et peu élevé par rapport au reste du Djurdjura, a permis à ses habitants d'y cultiver un peu de blé, de l'orge, des olives, des figues et des raisins tout en complétant ces ressources agricoles par l’artisanat (armurerie, orfèvrerie et tissage de la laine).

### Antiquité
Les Iflissen Umellil sont très probablement les Isaflenses dont parlent quelques auteurs romains. Ils faisaient partie des Quinquegentiens (ou confédération des cinq tribus insurgées, qui se forma sous le règne de l'empereur romain Valérien et qu'on retrouve par la suite à la tête de tous les mouvements insurrectionnels contre cette domination. Ils prirent part notamment aux révoltes de Tacfarinas et de Firmus. On sait, en effet, que ce dernier, en 373 ap. J.-C., fuyant devant Théodose, chercha refuge chez ces Isaflenses et que, sur le point d'être livré à ce général romain par leur roi ou chef Ighmazen, il réussit à s'étrangler avec une corde.
Les Romains ne paraissent avoir occupé cette région qu'au point de vue militaire ; on ne trouve, en effet, dans les Iflissen Umellil aucune trace d'établissements permanents.

### Invasion Arabe
À l'époque de l'invasion arabe et pendant la période berbère, les Iflissen Umellil n'ont joué qu’un rôle secondaire. Les seules données qu'on ait de leur histoire à cette époque nous les montre en lutte constante avec les Zouaoua, tributaires des Sultans de Koukou.

### Résistance face aux Ottomans
Les Iflissen Umellil ont combattu avec les Turcs, contre les Espagnols, pour la libération de Bougie (Bejaïa) et d'Oran avec les Frères Barberousse, ainsi ils ont gardé leur indépendance jusqu'aux environs de 1767 où la Bataille de Tizi Gheniff a eu lieu . Elle oppose la Régence d'Alger a la tribu des Iflissen Umllil du pays Kabylie. En effet afin d’obliger les Kabyles à se soumettre à leur pouvoir, les Turcs implantèrent aux environs de 1594 des garnisons dans des bordjs (forteresses) à la périphérie des montagnes de Kabylie. Elles étaient situées à Bouira, Boghni, Draâ El Mizan, les Issers, Bordj Menaiel, Bordj Sebaou et Tizi Ouzou. Ces bordjs n’abritent qu’un effectif réduit de soldats. À la suite de plusieurs affrontements le succès obtenus par les Iflissen Umellil propagèrent la révolte à toute la Kabylie.
En 1767, la révolte générale, commencée par la tribu des Flissa, se propagea à toute la Kabilie . L'ag'a, ayant marché contre les rebelles, fut mis en déroute et se réfugia à Alger, après avoir perdu 300 hommes tués; mais il n'échappa à la mort du guerrier que pour périr de la main du bourreau comme coupable de lâcheté. Le dey le remplaça par Si Ouali, Khodjet-el-Kheil. Les révoltés avaient élu comme chef un marabout, Si Ahmed-ou-Saadi; toute la région comprise entre Dellis, Djidjeli et Sétif le reconnut et lui envoya ses guerriers. Il fallait frapper un grand coup; le dey donna au bey de Constantine l'ordre d'envahir le pays insurgé, par l'est, et à celui de Titeri, d'y arriver, par le sud; enfin il chargea l'ag'a Ouali d'y pénétrer par l'ouest avec les troupes d'Alger (1768). Une grande bataille fut livrée, dans laquelle les Turcs perdirent 1 200 hommes avec l'ag'a. La victoire restait donc aux Kabiles, qui l'achetérent au prix de pertes considérables. Le dey essaya alors de traiter, mais inutilement, et bientôt les Kabiles se répandirent, comme un torrent, dans la plaine de la Mitidja, mettant tout au pillage, jusqu'aux portes d'Alger. Dans cette ville l'esfervescence était grande; plusieurs fois, le dey Mohammed faillit être assassiné. En 1769, l'armée turque, conduite avec prudence, parvint enfin à repousser les Kabyles vers la montagne; puis, des querelles s'élevèrent entre les Flissa et les Maatka: ils en vinrent aux mains et employèrent les uns contre les autres toutes leurs forces, selon la tradition berbère, au lieu de profiter de leur victoire antérieure.

### Colonisation française
À l'arrivée des Français, en 1830, les Iflissen Umellil, après avoir détruit le bordj de Boghni évacué par les Turcs, se répandirent dans la plaine de la Mitidja.
Conduits par le chef El Hadj Mohammed ben Zamoum, Ils attaquent les Français devant Blida en 1830, à la Reghaïa en 1831, au Boudouaou en 1837.
En 1834 et 1836, l'Emir Abd el Kader tente d’organiser les iflissens Umelil pour les faire servir à sa cause, mais les Iflissen, réfractaires, conservent toute leur indépendance.
Cette situation se prolongea jusqu'en 1844. Le 18 mai de cette année, après avoir perdu leur contingents à Tamdaït, le maréchal Bugeaud reçut leur soumission.
L'Aghalik des Flissa fut créé aussitôt et ce grand commandement fut donné à Ali bel Haoussin ben Zamoum, puis à Ben Zitoun et enfin à Mohammed ben El Hadj, appelé le cheikh des cheikhs par les indigènes.
Mais la soumission ne sera pas définitive, les Iflissen Umellil grâce à la nature du relief qui est très accidenté, et l'absence de chemins carrossables, un vrai obstacle naturel pour tous ennemis, ils ont participé à l'insurrection de 1857.
Quand, en 1858, mourut Mohammed ben El Hadj, il ne lui fut pas donné de successeur et les Iflissen Umellil furent divisés en six caïdats.
Ensuite en 1871, les Iflissen de nouveau prirent une part active à une nouvelle insurrections, l'insurrection de la Révolte de Mokrani . Ils durent ensuite payer une forte contribution de guerre et leurs biens furent placés sous séquestre.

### Guerre d’Algérie
Parmi les grandes figures de la guerre d’Algérie étant Iflissen Umellil nous retrouvons Krim Belkacem, un des 6 pères fondateurs du FLN et signataires du côté Algérien des Accords d’Évian.

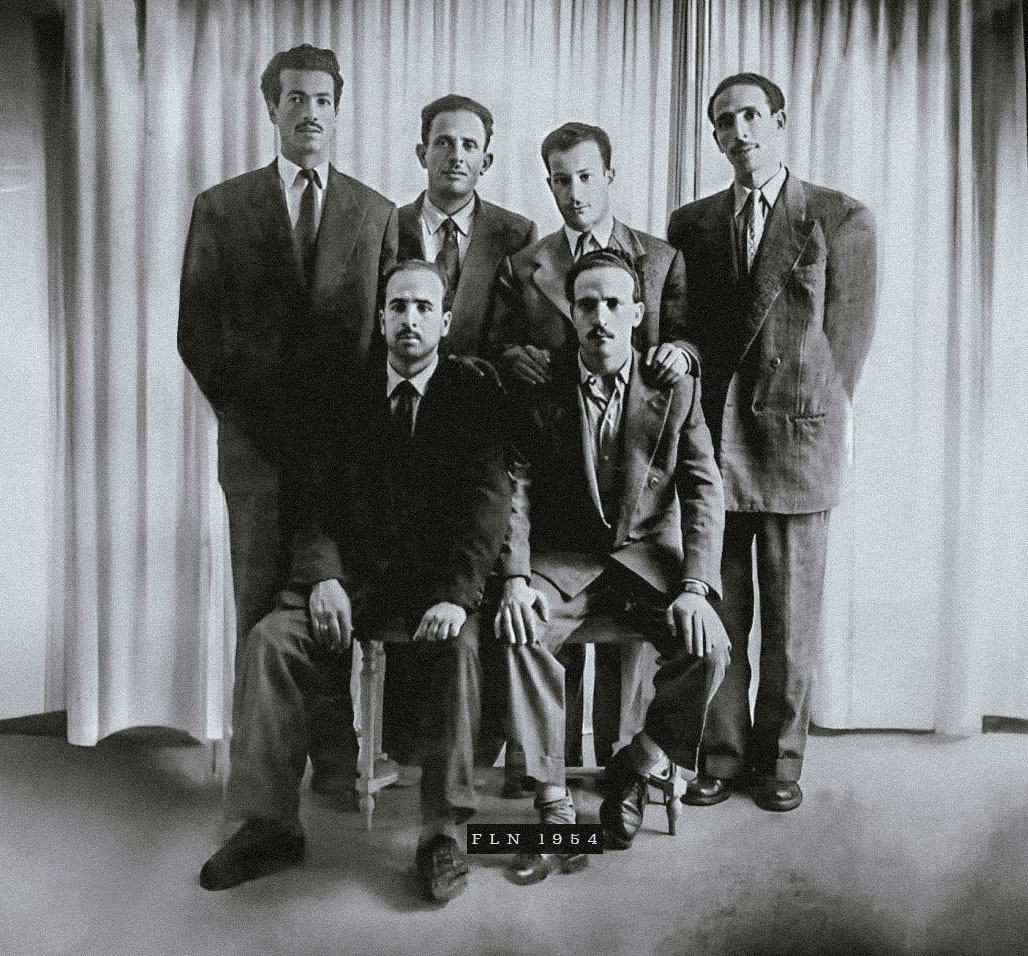
Photo des six pères fondateurs du FLN

Très tôt il commence le combat en adhérant au PPA et commence à implanter des cellules clandestines dans douze douars autour de Draâ El Mizan, armé d'un pistolet-mitrailleur Sten. Les autorités françaises se rendant compte de son influence sur la population le convoquent le 23 mars 1947 pour « atteinte à la souveraineté de l'État ». Après avoir pris l'avis du PPA, il prend le maquis (sous le pseudonyme de Si Rabah) avec Moh Nachid, Mohamed Talah, Messaoud Ben Arab (Tous Iflissen Umellil).
Il devient responsable du PPA-MTLD pour toute la Kabylie, et à la tête des 22 maquisards qui composent son état-major il multiplie les contacts directs avec les militants et la population, il réussit à entraîner au moins 500 éléments dans son maquis à la veille de l’insurrection de novembre 1954.
Dans la nuit du 31 octobre au 1er novembre 1954, partout en Algérie vint des insurrections contre le colonialisme et chez les Iflissen Umellil aussi. Comme à Tizi Gheniff à exactement 00h45, chef-lieu de la commune où résidaient tous les colons, les rafales de mitraillettes déchirèrent l’obscurité et le silence du village. Étant attaqué par des hommes dirigés par Amar Merabet, armé d’une mitraillette (MAT 49).
La bataille du 6 janvier 1959 à Aït Yahia Moussa, une réunion qui devait avoir lieu à la maison de Krim Belkacem entre les responsables de la wilaya 3 et ceux de la wilaya 4 dont les colonels Amirouche, Si El Haouès, M'Hamed Bougara, Omar Oussedik, Commandant Azzedine etc. .Malheureusement les communications étaient captées par les services spéciaux. Des bruits entendaient partout, les villages encerclés, des tonnes de napalm étaient largué sur les habitants brûlant causant d’énormes dégâts. L’armée française avait engagé 32 000 soldats et 30 avions de guerre. Des combats corps à corps, c’est là où
le chef de bataillon français le capitaine Graziani a été tué. Les pertes sont du côté Algérien de 391 morts (282 maquisards et 109 civils) et plus de 1 000 blessés.

## Les Tribus(Âarchs)
Composée de treize Tribus de grande Kabylie (Âarc ou Âarchs), la confédération d'Iflissen Umellil est le plus grand regroupement de grande Kabylie sous l'appellation (taqbilt).
- Inezliouen
- Imzalen
- Imkiren
- Ibouazounen (Ibuɛezzunen)
- Ath Yahya  Moussa (At Yeḥya Umusa)
- Ath Mekla (At Mekla)
- Ighoumracen
- IrafƐen (Rouafa)
- Ath Bourouba (At Buruba)
- Ath Amran (At Ɛemṛan)
- Ath Chenacha (At Chnacha)
- Arch Alemnas (Lɛarc Alemmas)
- Ath Arif (Aṭ Ɛarif)

Certains historiens[Lesquels ?] apportent un peu plus de précision en comptant deux autres tribus comme appartenant à cette confédération : 
- Ath Chilmoun
- Aït Aicha (At Aɛyca)
- Azazna , mais cette appellation semble être la forme arabisée de Ibuazunen.
- Iwaryacen[16]

Plus récemment la tribu d'Ath Xalfun est souvent rattachée aux Iflissen Umellil, pour cette dernière, qui est une tribu de taille importante[évasif], il semble surtout que la confusion soit faite parce que les Ath Khalfoune ont toujours combattu aux côtés de leur voisin du Nord, les Iflissen Umellil[évasif].

## Correspondance entre les tribus et les communes d'aujourd'hui
| Imzalen,Inezliouen                                | Draâ El Mizan                                                                     | Wilaya de Tizi-Ouzou |
| Imzalen                                           | Tizi Ghenif                                                                       | Wilaya de Tizi-Ouzou |
| Imkiren                                           | M'Kira                                                                            | Wilaya de Tizi-Ouzou |
| Ibouazounen et Aït Yahya Moussa                   | Oued Ksari / Aït Yahia Moussa/Timezrit                                            | Wilaya de Tizi-Ouzou |
| Ibouazounen, imkiren                              | Timezrit (Boumerdès)                                                              | Wilaya de Boumerdes  |
| Aït Arif                                          | le sud de Tirmitine, le Nord étant " Aït khelifa " de la confédération de Maâtkas | Wilaya de Tizi-Ouzou |
| Aït Bou Chenacha, sidi ali bounab et Arch Alemnas | Tadmaït                                                                           | Wilaya de Tizi-Ouzou |
| Aït Mekla, Aït Bourouba et Aït Amran              | Naciria Béni Amrane                                                               | Wilaya de Boumerdes  |
| Iɣemracen et Irafɛen                              | Bordj Menaiel                                                                     | Wilaya de Boumerdes  |
| Ait Mekla                                         | Chabet El Ameur, Isser (en minorité)                                              | Wilaya de Boumerdes  |

## Administration des Iflissens Umelil

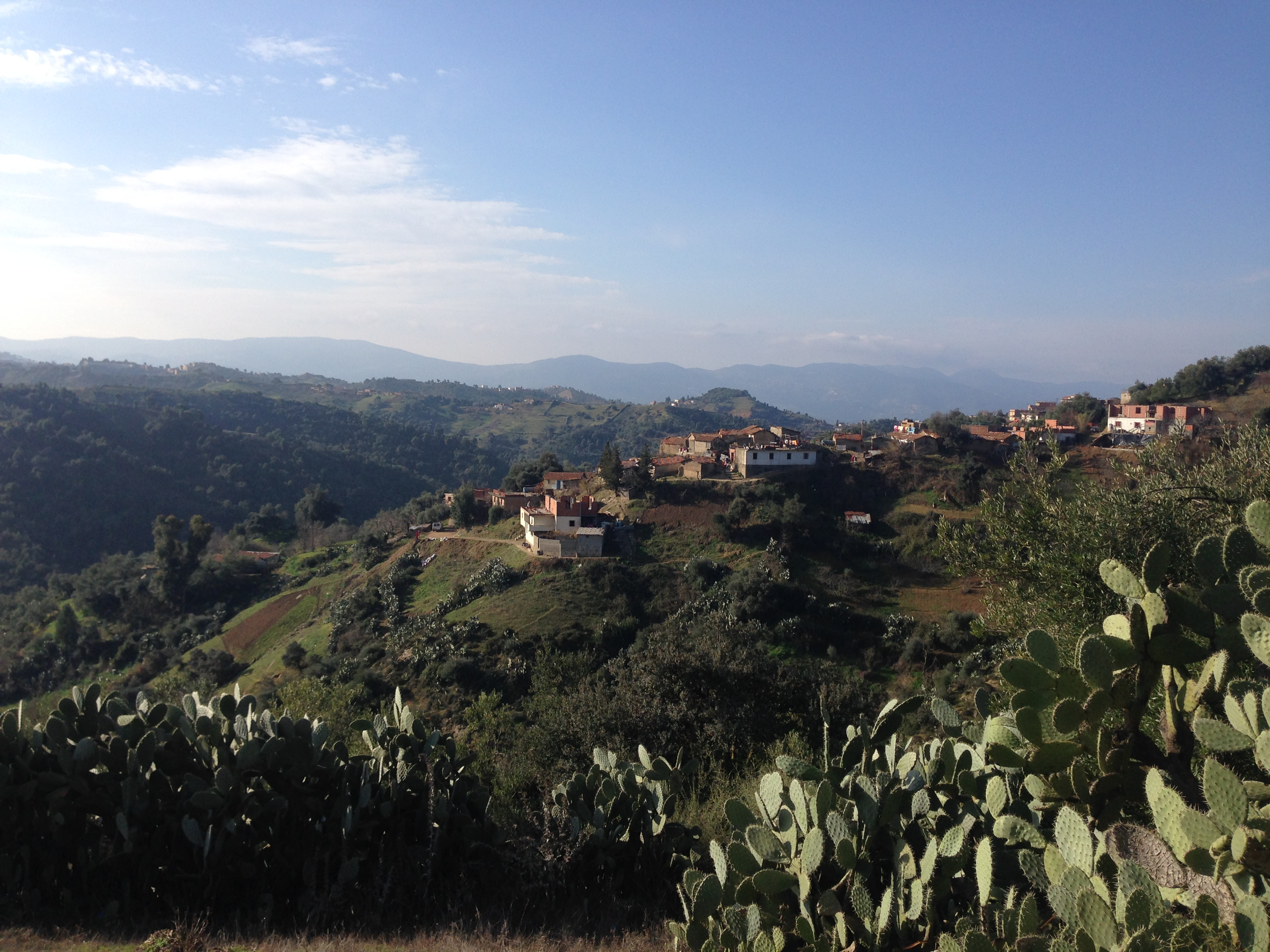
Vue d'un village de Timezrit

Timezerit (Timezrit (Boumerdès))est un lieu saint où les Flissas se réunissent de temps immémorial, pour discuter en assemblée générale leurs affaires de paix et de guerre. Les tribus kabyles forment de petites républiques dont les membres se convoquent en congrès populaires (djemaa), toutes les fois que l'intérêt commun l'exige. Chacun, depuis le chef jusqu'au dernier berger, a le droit d'y parler à son tour, et de donner son avis. Ce mode de procéder entraine souvent des lenteurs interminables. Lorsque la décision (el meiz) est prise, on fait une décharge de toutes les armes, suivie d'une prière à l'éternel pour sanctionner la décision et protéger ses effets. Les marabouts exercent, dans ces assemblées, une influence très-considérable. Ici, comme parlout ailleurs, la naissance, l'entourage et les richesses sont des moyens puissants pour agir sur les décisions.
L'apparition d'une armée française était un événement de haute importance pour ces montagnards qui avaient sommeillé pendant tant de siècles dans leur fière indépendance. Les Turcs, en les tenant bloqués quand ils refusaient d'acheter le droit de descendre la plaine, leur avaient causé peu de mal, et n'eussent jamais osé tenter l'accès de ces monts redoutés où chaque ravin peut cacher une embuscade, chaque buisson couvrir un tirailleur, chaque pierre devenir une arme, chaque fossé un tombeau pour l'assaillant.

## Personnalités
- Littérature et poésie : Rachid Amirou (Tadmaït) - Zehira Berfas Houfani (Imikren) - Hocine Cheradi (Tadmaït), Ouramdane Krim (At Yahia Moussa)
- Chanson et poésie: Farid Ferragui (M'kira), Amar Belkada (At Yahia Moussa)
- Musique : Rahim, Said Youcef, Samir Sadaoui (Tadmait), Abderrezak Bouguetaya (At Mekla), Youcef Benyahia (At Mekla)
- Politique et histoire : le colonel Ali Mellah alias Si Chérif (Imikren) - Amar Ouamrane (Frikat) - El Hadj Mohammed Ben Zamoun (At Amran) - Hassan U-Rafa (IrafƐen) - Khelif U-Buzid (At Mekla) - Krim Belkacem (Aït Yahya  Moussa) - le capitaine Si Moh Nachid (Aït Yahya Ou Moussa) - Lhusin N Zamum (Aït Amran) - Rachid Kaci (At Arif) - le Commandant Ali Bennour dit Ali Moh N'Ali (Tadmaït) - le lieutenant CHERADI Ali dit Ali Hammou (Tadmaït) - le moudjahid Mohammed Talah (At Yahya Moussa) - Si Ahmed U-Belkassem (M'kira) - Mohammed ben Zitoun (At Mekla)
- Recherche : Tassadit Yacine (Tadmaït)
- Sport : Camel Meriem (Inezlioun) - Gaya Merbah (Tadmaït) - Messala Merbah (Tadmait), Madjid Zaim (At Mekla)
- Cinéma : Rym Takoucht (At Mekla)